# Полихимния
Полихимния („многопесенна“), в древногръцката митология е музата на религиозните химни и красноречието. В началото е била муза на танца, после на пантомимата, химните и сериозната поезия. Полихимния помагала да се запомни наученото. Изобразявана е като покрита с плащ девойка в замислена поза, със замечтано лице и свитък в ръка. Тя носи известност на писателите, чиито творби са си спечелили безсмъртна слава. Полихимния е позната и като муза на геометрията, пантомимата, съзерцанието и земеделието.
Астероидът 33 Полихимния, открит през 1854 г. е наречен на нея.